# Vườn quốc gia Quần đảo Juan Fernández
Vườn quốc gia Quần đảo Juan Fernández (tiếng Tây Ban Nha phát âm: [xwan fernandes]) là một vườn quốc gia nằm cách cảng đất liền San Antonio khoảng 667 km về phía Tây, trong quần đảo Juan Fernández. Khu bảo tồn rộng 96 km vuông bao gồm các đảo: Santa Clara, Alejandro Selkirk và hầu hết đại bộ phận của đảo Robinson Crusoe.